# Religioni in Guyana
Il cristianesimo è la religione più diffusa in Guyana. Secondo il censimento del 2012 (l'ultimo effettuato), i cristiani sono circa il 64% della popolazione e sono in maggioranza protestanti; la seconda religione è l'induismo, seguito da circa il 25% della popolazione; il 7% circa della popolazione segue l'islam; l'1% circa della popolazione segue altre religioni e il 3% circa della popolazione non segue alcuna religione. Una stima dell'Association of Religion Data Archives (ARDA) riferita al 2020 dà i cristiani al 54% circa della popolazione, gli induisti al 31% circa della popolazione e i musulmani al 7,5% circa della popolazione; il 2,4% circa della popolazione segue le religioni indigene tradizionali, il 3% circa della popolazione segue altre religioni e il 2,1% circa della popolazione non segue alcuna religione.

## Religioni presenti

### Cristianesimo
Secondo il censimento del 2012, i protestanti rappresentano circa il 35% della popolazione, i cattolici il 7% circa della popolazione e i cristiani di altre denominazioni (compresi gli ortodossi) il 22% circa della popolazione. Le stime dell'ARDA del 2020 danno i protestanti al 35,6% circa della popolazione, i cattolici all'8% circa della popolazione, gli ortodossi all'1,4 circa della popolazione e i cristiani di altre denominazioni al 13% circa della popolazione.
La maggioranza dei protestanti presenti in Guyana è costituita dai pentecostali, seguiti da anglicani, avventisti del settimo giorno e metodisti; in misura minore sono presenti anche luterani, presbiteriani, battisti, congregazionalisti e moraviani.
La Chiesa cattolica è presente in Guyana con la diocesi di Georgetown, suffraganea dell’arcidiocesi di Porto di Spagna sita a Trinidad e Tobago.
Fra i cristiani di altre denominazioni vi sono i Testimoni di Geova, la Chiesa di Gesù Cristo dei Santi degli Ultimi Giorni (i Mormoni) e la Chiesa di Cristo.

### Induismo
L'induismo è stato introdotto da immigrati provenienti dall'India giunti per lavorare nelle piantagioni quando la Guyana era una colonia britannica. Gli induisti presenti in Guyana celebrano molte feste nel corso dell'anno.

### Islam
L'islam è stato introdotto in Guyana da lavoratori provenienti dall'Asia, in particolare da Pakistan e Afghanistan. La maggioranza dei musulmani guyanesi è sunnita; vi sono anche minoranze di sciiti, ahmadiyya e seguaci del sufismo.

### Religioni indigene e culti sincretisti
In Guyana le credenze religiose tradizionali degli indigeni sudamericani basate sull'animismo sono ancora seguite da una parte della popolazione. Tali credenze variano, ma hanno in comune la fede negli spiriti; gli sciamani rivestono un ruolo importante nei rituali indigeni tradizionali. Fra le religioni afroamericane praticate in Guyana c'è l'Obeah. È presente anche il Comfa, una religione afro-guyanese basata sullo spiritismo.
Vi sono anche movimenti sincretisti come l'Alleluia Church, che mette insieme credenze cristiane con elementi delle religioni indigene sudamericane.

### Altre religioni
In Guyana sono presenti anche il buddhismo, il bahaismo, l'ebraismo e la religione tradizionale cinese; vi sono anche gruppi di seguaci del rastafarianesimo.